# Saint-Hilaire (Doubs)
Saint-Hilaire é uma comuna francesa na região administrativa de Borgonha-Franco-Condado, no departamento de Doubs. Estende-se por uma área de 2,64 km². Em 2010 a comuna tinha 168 habitantes (densidade: 63,6 hab./km²).